# Botanophila fonsecai
Botanophila fonsecai este o specie de muște din genul Botanophila, familia Anthomyiidae, descrisă de Ackland în anul 1989. Conform Catalogue of Life specia Botanophila fonsecai nu are subspecii cunoscute.